# Премия имени Казимира Малевича
Премия имени Казимира Малевича — международная премия в области современного искусства, учреждённая в 2008 году. Премия присуждается один раз в два года молодым украинским художникам за вклад в развитие искусства. 

## История
Премия имени Казимира Малевича была учреждена в 2008 году по случаю 130-летия дня рождения Казимира Малевича. Учредителем выступает польское правительство при поддержке международных художественных фондов. Награда вручается раз в два года украинским художникам и художницам, работающим с визуальным искусством в широком смысле этого определения (включая перформанс) в возрасте до 40 лет, рожденным в Украине, независимо от актуального места жительства. Премия вручается за вклад в развитие современного искусства. В 2018 году к организации Премии присоединились Украинский институт и Институт Адама Мицкевича.. Премия определяет не достижения художника за последние годы, а за деятельность в целом. Выдвигать кандидатов на премию могут украинские и зарубежные культурные институты, научные центры, творческие объединения, галереи и музеи.

## Лауреаты премии
- 2008 — Алевтина Кахидзе[8]
- 2010 — Стас Волязловский[3][9]
- 2012 — Жанна Кадырова[10][11]
- 2014 — Лада Наконечная[12][13]
- 2016  —Никита Кадан[14]
- 2018 — Иван Светличный[15][16]
- 2020 —  Саша Курмаз[17][18]